# Raymond Conway Benjamin
Raymond Conway Benjamin (* 24. Februar 1925 in Rockhampton, Australien; † 7. März 2016) war Bischof von Townsville.

## Leben
Raymond Benjamin studierte Theologie und Philosophie am Seminar in Brisbane. Der Bischof von Rockhampton, Andrew Gerard Tynan, weihte ihn am 25. Juli 1949 zum Priester.
Papst Johannes Paul II. ernannte ihn am 14. Februar 1984  zum Bischof von Townsville. Der Erzbischof von Brisbane, Francis Roberts Rush, spendete ihm am 9. Mai desselben Jahres die Bischofsweihe; Mitkonsekratoren waren Leonard Faulkner, Koadjutorerzbischof von Adelaide, und Lancelot John Goody, emeritierter Erzbischof von Perth.
Am 18. April 2000 nahm Papst Johannes Paul II. sein altersbedingtes Rücktrittsgesuch an.